# Jan Okniński
Jan Okniński (ur. 21 lutego 1954 w Warszawie) – polski matematyk, profesor nauk matematycznych. Specjalizuje się w algebrze, w szczególności w teorii pierścieni, teorii grup i półgrup oraz macierzach. Profesor zwyczajny w Instytucie Matematyki Wydziału Matematyki, Informatyki i Mechaniki Uniwersytetu Warszawskiego (kierownik Zakładu Algebry i Teorii Liczb).

## Życiorys
Studia matematyczne ukończył na Uniwersytecie Warszawskim w 1977, gdzie następnie został zatrudniony i zdobywał kolejne awanse akademickie. Stopień doktorski uzyskał w 1981 na podstawie pracy pt. Algebry spektralnie skończone, napisanej pod kierunkiem Jana Krempy. Habilitował się w 1992 na podstawie dorobku naukowego i rozprawy pt. Semigroup algebras. Tytuł naukowy profesora nauk matematycznych otrzymał w 2002. Członek Polskiego Towarzystwa Matematycznego (od 1982). W ramach macierzystego Wydziału pełnił funkcję dyrektora Instytutu Matematyki (2005-2012).
Swoje prace publikował w takich czasopismach jak m.in. „Journal of Algebra”, „Communications in Mathematical Physics”, „Proceedings of the American Mathematical Society”, „Proceedings of the Edinburgh Mathematical Society” oraz „Archiv der Mathematik”. Członek komitetów redakcyjnych czasopism „Colloquium Mathematicum" oraz „Semigroup Forum".
Laureat Nagrody Głównej PTM im. Stefana Banacha za rok 2015.
Żonaty, ma troje dzieci. Jego brat Andrzej Okniński jest profesorem fizyki.